# Paton V 90 BM 4
La Paton V 90 BM 4 è una moto da competizione realizzata nel 1976 dalla casa motociclistica milanese Paton ed è stata la prima moto Paton spinta da un motore a due tempi, che rimpiazzava il vecchio motore bicilindrico a quattro tempi da mezzo litro di cilindrata con distribuzione plurivalvole, non più competitivo nei confronti della concorrenza.

## Tecnica
Come per il modello che sostituiva, il suo telaio tubolare in acciaio al cromo-molibdeno era stato commissionato alla riminese Bimota, che in quello stesso avrebbe fornito alla AMF Aermacchi sulle moto marchiate Harley Davidson e alla Yamaha i telai che permisero loro di vincere il titolo mondiale.
Allo scopo di risparmiare tempo e risorse, la Paton si accaparrò i pezzi di ricambio del motore bicilindrico due tempi raffreddato a liquido della Harley-Davidson 250 di Walter Villa, che erano stati messi in vendita, e li assemblò insieme a componenti di sua progettazione, unendo i cilindri originali a un basamento e un albero motore appositamente disegnati, formando un motore V4 di 90° (alesaggio 56 mm, corsa 50 mm, cilindrata totale 492 cm³) accoppiato alla trasmissione della Harley-Davidson 350 da Gran Premio. Altri dati tecnici del motore, il cui sviluppo era iniziato nel 1974, sono l'ammissione, regolata dal pistone; l'alimentazione, garantita da quattro carburatori Dell'Orto da 34 mm; il cambio, a sei rapporti ed estraibile; l'accensione elettronica, di costruzione Dansi; il raffreddamento, a liquido. L'architettura del motore è particolare: i cilindri sono tutti disposti frontemarcia, ma sfasati tra di loro di 90°; l'albero motore è unico.

## Risultati sportivi
La moto fu portata al debutto nella prima gara del Campionato Italiano Seniores 1976, a Modena, da Virginio Ferrari, ma l'esordio non fu soddisfacente, tanto da portare Ferrari a lasciare la Paton per il Team Gallina, convincendo Pattoni a rivedere completamente la moto, sostituendo il telaio Bimota con uno realizzato dalla fiorentina Segoni Special (sempre in tubi d'acciaio al Cr-Mo) e rivedendo completamente il motore (i cui cilindri posteriori erano ruotati), portata in pista al Mugello da Mimmo Cazzaniga.
Il nuovo telaio non migliorò i risultati, portando la Paton a lasciare le corse. Ritornerà alle competizioni nel 1983, con una nuova moto, la C1, il cui motore riprendeva molti dei concetti della moto del '76, ma con diverse varianti: nuovi cilindri di derivazione Cagiva WMX, ammissione lamellare nel carter, carburatori Dell'Orto da 36 mm, accensione elettronica Motoplat, telaio doppia culla aperta in tubi al Cr-Mo realizzato da Claudio Colombo (realizzatore di tutti i telai Paton del periodo). A sviluppare la C1 si alternarono Walter Migliorati, Marcellino Lucchi, Massimo Broccoli e Marco Papa. Nel 1985 fu sostituita dalla nuova V115 C3.
La BM4 fu costruita in un solo esemplare, oggi non più esistente.